# OnePlus 8
 OnePlus 8 và 8 Pro là điện thoại thông minh chạy trên hệ điều hành Android do OnePlus sản xuất, được công bố vào ngày 14 tháng 4 năm 2020.

## Thông số kỹ thuật

### Phần cứng
Cả tám và 8 Pro đều sử dụng vi xử lý Snapdragon 865 với GPU Adreno 650, với 128 hoặc 256 GB dung lượng lưu trữ với UFS 3.0 và không thể mở rộng. Cả hai đều có 8 hoặc 12  GB RAM; 8 dùng LPDDR4X và 8 Pro dùngLPDDR5 nhanh hơn, hiệu quả hơn. Cả hai đều có loa kép với khả năng khử tiếng ồn chủ động và không có giắc cắm tai nghe.

#### Thiết kế
8 và 8 Pro được gia công tương tự như các điện thoại OnePlus trước đây, sử dụng khung nhôm anod hóa và kính cường lực Gorilla Glass năm cong ở cả mặt trước và mặt lưng. Cả hai đều có một đường cắt khuyết hình tròn ở góc trên bên trái dành cho camera trước; trên 8 Pro, việc cắt khuyết thay thế cho camera trước thò thụt trên 7 Pro và 7T Pro. Cụm camera sau tương tự như của 7 Pro và 7T Pro, lồi khỏi mặt lưng. Trên phiên bản Oneplus 8, đèn flash LED kép được đặt bên dưới cụm camera, trong khi trên phiên bản 8 Pro, camera tele, cảm biến lấy nét laser và đèn flash LED kép đều nằm ở bên trái của cụm camera. Phiên bản Oneplus 8 và 8 Pro là điện thoại OnePlus có khả năng chống nước đầu tiên, được đánh giá ở mức IP68. Tất cả các mẫu Oneplus 8 Pro đều có khả năng chống nước, tuy vậy đối với phiên bản Oneplus 8, nó chỉ xuất hiện trên các phiên bản của nhà mạng. Cả hai đều có sẵn màu Onyx Black (kính bóng) và Glacial Green (kính mờ), trong khi 8 Pro có lớp hoàn thiện màu Ultramarine Blue (kính mờ) dành cho riêng mình. Oneplus 8 có hai màu bổ sung, màu Polar Silver (kính mờ) dành riêng cho mẫu của nhà mạng Verizon, và màu Interstellar Glow (kính bóng) dành riêng cho mẫu của nhà mạng T-Mobile.

#### Màn hình
Tấm nền màn hình AMOLED hỗ trợ HDR10 + được sử dụng trên cả hai mẫu điện thoại. Màn hình của Oneplus 8 giống với Oneplus 7T, với màn hình 6,55 inch (166,4mm) 1080p với tỷ lệ khung hình 20: 9 và  tốc độ làm tươi 90 Hz. Màn hình của phiên bản 8 Pro có màn hình 1440p 6,78 inch (172,2mm) với tỷ lệ khung hình 19,8: 9 và tốc độ làm tươi 120 Hz. Oneplus 8 Pro có tính năng Hiển thị thích ứng, tương tự như tính năng True Tone của Apple và tùy chọn MEMC (Ước tính chuyển động, Bù chuyển động) tương tự như việc "làm mịn chuyển động" trên các TV cao cấp. MEMC hoạt động với các ứng dụng và trò chơi được hỗ trợ, cùng với việc phân tích cảnh quay ít nhất 24 khung hình / giây và nội suy các khung hình để phát lại cảnh quay ở tốc độ khung hình cao hơn. Oneplus 8 Pro cũng là một trong những điện thoại thông minh đầu tiên có thể hiển thị 1 tỷ màu bằng một tấm nền 30 bit.
Các tùy chọn nhận diện sinh trắc học bao gồm một cảm biến vân tay quang học (nằm trong màn hình) và nhận dạng khuôn mặt.

#### Camera
Hệ thống camera đã được thay đổi để tạo sự khác biệt lớn giữa 8 và 8 Pro. Dãy camera của 8 bao gồm cảm biến góc rộng 48 MP, cảm biến góc siêu rộng 16 MP và cảm biến macro cận cảnh 2 MP, trong khi cụm camera của 8 Pro bao gồm cảm biến góc rộng 48 MP, cảm biến góc siêu rộng 48 MP, cảm biến tele 8 MP. và một "Camera lọc màu (Color Filter) " 5 MP để chụp ảnh hồng ngoại và nhìn xuyên qua đồ nhựa và quần áo. Máy ảnh lọc màu sau đó đã bị vô hiệu hóa ở Trung Quốc. Cảm biến góc rộng của Oneplus 8 giống như trên dòng 7T, cảm biến Sony IMX586, trong khi cảm biến góc rộng của 8 Pro là Sony IMX689 mới hơn. Không giống như thế hệ 7T, Oneplus 8 không có camera tele, nó chỉ có trên 8 Pro. OnePlus cũng tuyên bố rằng 8 Pro sử dụng công nghệ ghi âm thanh Nokia OZO cho dãy ba micrô của nó, được sử dụng cho các tính năng camera như Audio 3D, Audio Zoom và Audio Windscreen. Camera trước của cả hai đều sử dụng cảm biến 16 MP.

#### Pin
Dung lượng pin đã được tăng lên thành 4300 mAh trên Oneplus 8 và 4510 mAh trên 8 Pro. Cả hai điện thoại thông minh đều hỗ trợ sạc nhanh có dây ở công suất 30W qua Warp Charge và 8 Pro cũng hỗ trợ sạc không dây qua công nghệ OnePlus Warp Charge 30 không dây mới, nó có thể sạc 50% pin của điện thoại trong vòng chưa đầy 30 phút. OnePlus 8 Pro cũng hỗ trợ sạc không dây ngược.

### Phần mềm
8 và 8 Pro chạy trên nền tảng OxygenOS 10, dựa trên Android 10.

### Băng tần mạng tương thích
| Mẫu máy       | Băng tần GSM          | Băng tần CDMA | Băng tần UMTS        | Băng tần LTE | Băng tần 5G                                                     |
| ------------- | --------------------- | ------------- | -------------------- | --- | --------------------------------------------------------------- |
| Oneplus 8     | 850/900/1800/1900 MHz | BC0, BC1      | 1, 2, 4, 5, 8, 9, 19 | FDD: 1, 2, 3, 4, 5, 7, 8, 12, 13, 17, 18, 19, 20, 25, 26, 28, 29, 30, 32, 66, 71 TDD: 34, 38, 39, 40, 41, 42, 46, 48 | FDD: 1, 2, 3, 5, 7, 28, 66, 71 TDD: 41, 78, 79 mmWave: 260, 261 |
| Oneplus 8 Pro | 850/900/1800/1900 MHz | BC0, BC1      | 1, 2, 4, 5, 8, 9, 19 | FDD: 1, 2, 3, 4, 5, 7, 8, 12, 13, 17, 18, 19, 20, 25, 26, 28, 29, 30, 32, 66, 71 TDD: 34, 38, 39, 40, 41, 42, 46, 48 | FDD: 1, 2, 3, 5, 7, 28, 66, 71 TDD: 41, 78, 79                  |

Các khả năng kết nối đã được cải thiện với việc triển khai công nghệ 5G cho tất cả các mẫu máy, tuy nhiên chỉ có mẫu  OnePlus 8 5G UW của Verizon là tương thích với băng tần milimet cực nhanh. Verizon và T-Mobile bán Oneplus 8 nhưng không bán 8 Pro, tuy nhiên 8 Pro vẫn có thể sử dụngtrên mạng của họ.

### Các biến thể
Có bốn biến thể của mẫu OnePlus 8 có sẵn tùy thuộc vào quốc gia mục đích sử dụng: IN2010 (Trung Quốc), IN2013 (Châu Âu / Châu Á), IN2011 (Ấn Độ) và IN2015 (Bắc Mỹ / Hoa Kỳ).
Có bốn biến thể của mẫu OnePlus 8 Pro có sẵn tùy thuộc vào quốc gia mục đích sử dụng: IN2020 (Trung Quốc), IN2023 (Châu Âu / Châu Á), IN2021 (Ấn Độ) và IN2025 (Bắc Mỹ /Hoa Kỳ).

## Sự đón nhận
Cả OnePlus 8 và OnePlus 8 Pro đều nhận được đánh giá tích cực từ các nhà phê bình, với những lời khen ngợi về thiết kế, màn hình, hiệu suất và thời lượng pin. Tuy nhiên, việc tăng giá bán được cho là dấu hiệu cho thấy điện thoại OnePlus không còn là "sát thủ flagship".
OnePlus 8 nhận được 8/10 từ The Verge, 8.7/10 từ  CNET và 3/5 từ trang Digital Trends. Jon Porter từ trang The Verge đánh giá rằng Oneplus 8 là "một chiếc điện thoại man hiệu năng của flagship Android" và đánh giá màn hình "sáng, rực rỡ và mượt", nhưng chất lượng camera không tốt so với phiên bản 8 Pro; Tom's Guide và CNET của chú ý đến việc máy không có zoom quang học. Việc thiếu sạc không dây và kahngs nước cũng đã bị đánh giá tệ, và camera macro đã bị chỉ trích vì nhiều giới hạn sử dụng.
OnePlus 8 Pro nhận được 8,5 / 10 từ The Verge, 8,6 / 10 từ CNET  và 4/5 từ Digital Trends. Mark Spoonauer từ Tom's Guide đã nói rằng "nhìn chung OnePlus 8 Pro dễ dàng là một trong những điện thoại Android tốt nhất mà bạn có thể mua nếu bạn muốn có một chiếc điện thoại cao cấp mà không bị sốc giá 1.000 USD từ Samsung hoặc Apple". Trong khi các camera được khen ngợi, một điểm bị chê bai là cảm biến lọc màu, được nhiều người coi là mánh lới quảng cáo.
Oneplus 8 Pro nhận được điểm đánh giá tổng thể là 119 từ DxOMARK, với điểm chụp ảnh là 126 và điểm quay video là 103, được xếp hạng cao thứ mười tính đến tháng 5 năm 2020.

## Vấn đề
Sau khi các đơn đặt hàng trước được giao, các chủ sở hữu OnePlus 8 Pro đã báo cáo về các vấn đề với màn hình bị màu đen, ám xanh lá cây và ám đỏ, và hiện tượng lưu ảnh giống như khi bị hiện tượng burn-in. OnePlus đã cố gắng khắc phục sự cố hiển thị bằng phần mềm, nhưng vấn đề có thể là do chính từ phần cứng màn hình. Kể từ ngày 20 tháng 7 năm 2020, chức năng hai sim trên phiên bản Bắc Mỹ của một trong hai chế độ của điện thoại sẽ không hoạt động.

## Liên kết ngoại
- Website chính thức